# Nothogenes oxystoma
Nothogenes oxystoma är en fjärilsart som beskrevs av Edward Meyrick 1938. Nothogenes oxystoma ingår i släktet Nothogenes och familjen äkta malar. Inga underarter finns listade i Catalogue of Life.